# Hieracium listrotum
Hieracium listrotum es una especie de planta con flor del género Hieracium, de la familia Asteraceae, orden Asterales.

## Distribución
Hieracium listrotum se distribuye por Suecia.

## Taxonomía
Fue descrita científicamente por Johanss.